# 中華中學 (香港)

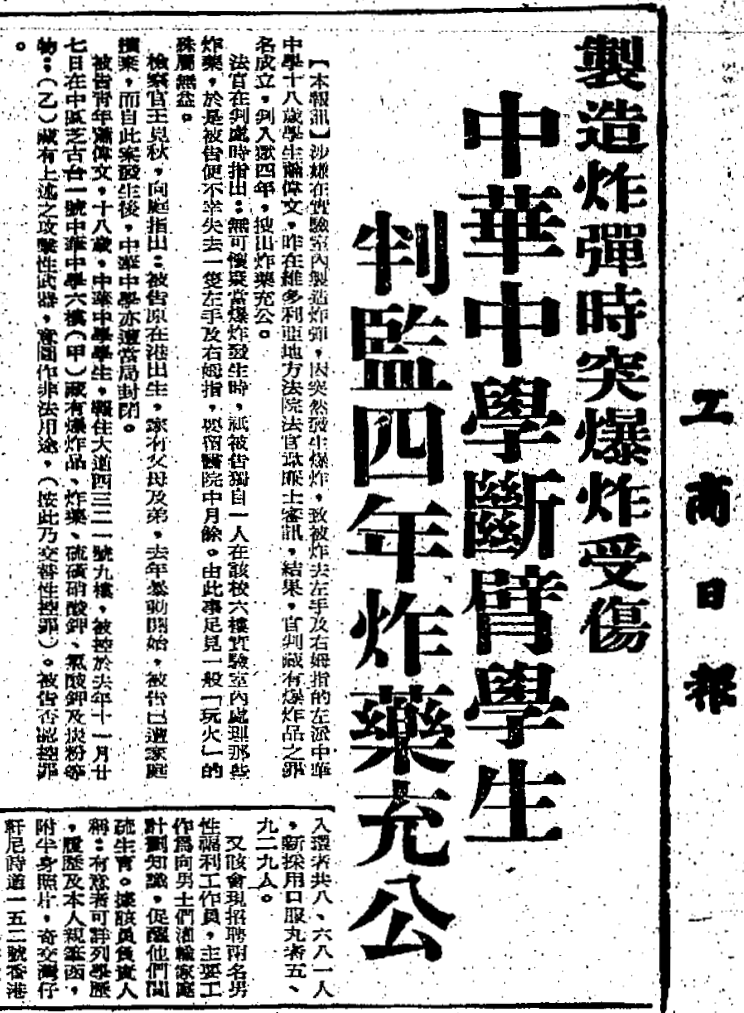
《工商日報》在1968年1月20日報導中華中學18歲學生蕭偉文在校內六樓實驗室非法製作炸彈時，因意外發生爆炸而失去左手及右手拇指，昨日於中央裁判司署因藏有爆炸品罪名成立被判處入獄4年

中华中学（英語：Chung Wah Middle School）是香港一所左派中學，位于港島半山区芝古台1号。中华中学建于1926年，并因参与六七暴动及有學生在校內協助左派份子製作土製炸彈時發生爆炸意外受重傷，而被香港政府在1967年11月勒令關閉，其後該校停办。在1997年香港主权移交之后，该校的一些校友继续担任新政府的高级官员。

## 校政管理
歷任校長
- 黃祖芬[1]

## 历史
中华中学是梁爱诗外祖父黄冷觀所创立的。1957年增辦小學部五及六年級。
警方于1967年10月16日突击搜查学校，并缉获了3,500多张宣传海报。
1967年11月27日，学校发生了两起爆炸事件，一名学生在学校实验室中受重伤。该地居民和警察声称该学校被用作制造炸弹。 这名受伤的学生——18岁的萧伟文，失去了左手的一部分。他被指控私藏爆炸物质并被判处四年有期徒刑。
在爆炸发生后的第二天，另外四所学校因涉嫌制造炸弹而被警方突击搜查，这四所学校分别是香島中学，汉华中学，福建中学和旺角劳工子弟学校。
在爆炸事件后，学校立即被政府责令停办。1968年时，政府根据《教育条例》注销了该学校，理由是其“蓄意非法制造和储存危险爆炸物”。
參與製造炸彈而被炸斷手臂的中華中學18歲學生蕭偉文，因為藏有炸藥、炸彈組件及攻擊性武器而被起訴。1967年12月6日首次開庭，由於蕭偉文仍在留院治療，中央裁判司署法官威廉士、主控官王見秋及傳譯員到其留醫的瑪麗醫院開庭，被告暫時無需答辯，法官決定押後審訊。1968年1月19日，案件審結，蕭偉文被裁定罪名成立，被判入獄四年，因製作炸彈自炸失去左臂的蕭偉文聞判後大呼抗議。
1968年底，据南华早报报道，前中华中学所有学生都已转入汉华中学。

## 著名/傑出校友
- 梁爱诗 – 第一任香港特别行政区律政司司长[2]
- 董建华（1949年中一至1952年中三） – 第一任香港特别行政区行政长官[6]
- 黃苗子 – 中國藝術家、《新民報》前副總經理、第五至七屆全國政協委員[14]
- 黃允畋 - 前東華三院總理、香港基本法諮詢委員會委員，第六、七、八屆全國政協委員[15]
- 陳浩才 - 香港資深音樂人、樂評人（1954年中六[16]）[17]
- 李有毅（初中） - 前香港電視節目主持人[18]
- 鄭琴淵（1965年中六） - 前灣仔區區議員[19]
- 李福深（1950年小六，1945年入學） - 前香港賽馬會主席[20]